# Àhmad ibn Úmar
Àhmad ibn Úmar (àrab: أحمد بن عمر, Aḥmad ibn ʿUmar) fou emir de Creta del 925 al 940.
Era fill de l'emir Abu-Abd-Al·lah Úmar ibn Xuayb i germà de l'emir Yússuf ibn Úmar. Va succeir el 925 el seu nebot Alí ibn Yússuf en circumstàncies desconegudes. Vers el 930 va atacar durament el Peloponès, Grècia central i el Mont Atos, i fins i tot la costa de l'Àsia Menor. Probablement va arribar a Atenes. Va morir vers el 940 i el va succeir el seu fill Xuayb ibn Àhmad.